# タカネキマダラセセリ
タカネキマダラセセリ（学名：Carterocephalus palaemon）は、セセリチョウ科に属するチョウ。
成虫は6-8月に飛ぶ。分布は、南アルプス・北アルプスの1600m以上。